# Richard Seymour
Richard Vershaun Seymour (født 6. oktober 1979 i Gadsden, South Carolina) er amerikansk fodbold-spiller, der er defensive end, pt. free agent. Han har tidligere spillet i NFL for New England Patriots, som også draftet ham som det 6. overall pick tilbage i 2001 NFL Draften, samt for Oakland Raiders. Han har vundet hele tre Super Bowl-titler med New England Patriots.